# قائمة أيقونات المدن السعودية
قائمة أيقونات المدن السعودية، هي معالم تشتهر فيها كل مدينة من مدن المملكة العربية السعودية، وقد يكون بعضها شُيّد  منذ قرون، وبعضها لايزال حديثًا ولكنه أصبح أيقونة بارزة للمدينة. ولكن يظلّ الحرمين الشريفين في مكة المكرمة والمدينة المنورة من أبرز الأيقونات أو المعالم التي اشتهرت فيها السعودية بأكملها، ولايمكن مقارنتهما بأحد الأيقونات الأخرى. كما تحتّل المدن الرئيسية مثل الرياض والشرقية وجدة العدد الأكثر من الأيقونات، ومؤخرًا أصبحت مدائن صالح في العلا أيقونة بارزة حتى في خارج السعودية.
| الصورة              | الإسم | الوصف | مراجع         |
| مكة المكرمة         | مكة المكرمة | مكة المكرمة | مكة المكرمة   |
| ------------------- | --- | --- | ------------- |
|                     | الحرم المكي | أعظم مسجد في الإسلام، وأحد المساجد الثلاث التي تُشد له الرحال تتوسطه الكعبة المشرفة، وهي قبلة المسلمين في صلاواتهم.                                                                            | [ 3 ]         |
|                     | المشاعر المقدسة | هي منطقة في مكة (منى - عرفات - مزدلفة) يقصدها عامة المسلمين في شهر ذي الحجة، لأداء فريضة الحج.                                                                                                | [ 4 ]         |
|                     | برج الساعة | تعتبر أكبر ساعة برج في العالم حيث يزيد ارتفاعها عن 600 متر، ويوجد في أعلى الساعة أكبر لفظ تكبير "الله أكبر" في العالم.                                                                        | [ 5 ]         |
|                     | مجسم المصحف | هو مجسم خرساني يسمى ببوابة مكة، يوجد في طريق جدة - مكة السريع، ويمر به الحجاج والمعتمرين أثناء دخولهم إلى مكة.                                                                                | [ 6 ] [ 7 ]   |
| المدينة المنورة     | | |               |
|                     | الحرم النبوي | ثاني أعظم مسجد في الإسلام، ومن المساجد الثلاث التي تُشد إليها الرحال، بناه الرسول محمد ودفن فيه.                                                                                               | [ 8 ]         |
|                     | مسجد قباء | أول مسجد أسس في الإسلام، وأول مساجد المدينة المنورة. | [ 9 ]         |
|                     | مسجد القبلتين | أسس في عهد النبي محمد، وسمي بمسجد القبلتين لأن الوحي نزل فيه على النبي بتبديل قبلة المسلمين من بيت المقدس إلى الكعبة المشرفة.                                                                 | [ 10 ]        |
|                     | جبل أحد | له مكانة دينية عند المسلمين، لكونه أيقونة بارزة في تاريخ الإسلام. وقد كان فيه أحد معارك النبي محمد "معركة أحد".                                                                               | [ 11 ]        |
|                     | محطة سكة حديد الحجاز | هي محطة للخط الحديدي الذي وضعته الدولة العثمانية في عام 1900، وقد كان يتنقل فيه الحجاج بين الأماكن المقدسة.                                                                                   | [ 12 ]        |
| الرياض              | | |               |
|                     | برج الفيصلية | يقع في وسط الرياض ويصل ارتفاعه إلى 267 متر، ويحتل المرتبة الأربعين ضمن قائمة أطول مباني العالم.                                                                                               | [ 13 ]        |
|                     | برج المملكة | من أبرز المعالم الحضارية في السعودية، اكتمل بناءه في عام 2002، ويقع في وسط الرياض. | [ 14 ] [ 15 ] |
| برج المياه "الخزان" | أسس في عهد الملك فيصل بن عبدالعزيز، وقد تم بنائه من الأعلى إلى الأسفل لعدم وجود سقالات تصل إلى ارتفاعات عالية في ذلك الوقت. | [ 16 ] |               |
|                     | برج التلفزيون | مركز البث للقنوات السعودية، والمقر الرئيسي لمبنى وزارة الإعلام. | [ 17 ]        |
|                     | قصر المربع | قصر تاريخي، أسس بأمر من الملك عبدالعزيز آل سعود، ويوجد خارج أسوار الرياض. | [ 18 ]        |
|                     | حصن المصمك | هو قصر أسس في عام 1895، شَهد أحداث تاريخية في عهد الملك عبدالعزيز آل سعود، من بينها معركة فتح الرياض.                                                                                          | [ 19 ]        |
|                     | استاد الملك فهد | ملعب دولي يقع في الجهة الشمالية الشرقية من مدينة الرياض. | [ 20 ]        |
|                     | مركز الملك عبدالعزيز التاريخي                                                                                               | مركز ثقافي وحضاري للتعريف بتاريخ السعودية والجزيرة العربية، تأسس في عام 1998. | [ 21 ]        |
|                     | منطقة قصر الحكم | تقع وسط مدينة الرياض القديمة، وتحوي عدد من المعالم التي كانت عنصرًا أساسيًا في تاريخ السعودية.                                                                                                  | [ 22 ]        |
| جدة                 | | |               |
|                     | نافورة جدة | تسمى بـ "نافورة الملك فهد" لأنه من أمر ببناءها، ودخلت موسوعة غينيس كأطول نافورة في العالم. | [ 7 ]         |
|                     | سارية جدة | دخلت موسوعة غينيس كأطول سارية علم في العالم، حيث يبلغ طولها 171 متر. | [ 23 ]        |
|                     | الكورنيش | يقع في الجزء الغربي من مدينة جدة، ومن ضمن الأماكن السياحية للزوار. | [ 24 ]        |
|                     | ملعب الجوهرة | ملعب دولي، يقع ضمن مدينة الملك عبدالله الرياضية. | [ 25 ]        |
| الطائف              | | |               |
|                     | جبال الهدا | من المناطق السياحية في منطقة مكة المكرمة، كما يقع فيها طريق جبل كرا الذي يربط بين الطائف ومكة.                                                                                                | [ 26 ] [ 27 ] |
|                     | سوق عكاظ | من أشهر الأسواق قديمًا عند العرب، ينعقد في شهر ذو القعدة ويستمر لمدة 20 يومًا. | [ 28 ]        |
|                     | تلفريك الهدا | عربات مُعلّقة تتحرك من أعلى جبل الهدا إلى الأسفل، ويوجد محطة خاصة بها لنقل الركاب. | [ 29 ]        |
|                     | قصر شبرا التاريخي | بدأ تأسيسه في عام 1905، ويعتبر الآن متحف إقليمي لمحافظة الطائف. | [ 30 ]        |
|                     | بيت الكاتب | قصر تاريخي، بني في عام 1898، كان يسكنه الملك فيصل بن عبدالعزيز أل سعود في فترة الصيف، اختارته دارة الملك عبدالعزيز مؤخرًا ليكون مقرًا لمركز تاريخ الطائف.                                       | [ 31 ]        |
|                     | حديقة حيوان الطائف | افتتحت في عام 1982، وتحتوي على عدد مختلف من الحيوانات. | [ 32 ]        |
|                     | مزارع الورد | اشتهرت الطائف منذ القدم بإنتاج "الورد الطائفي"، ويصل عدد مزارع الورد إلى 2,200 مزرعة، وتنتج مايزيد عن 500,050,000 وردة سنويًا.                                                                 | [ 33 ] [ 34 ] |
| المنطقة الشرقية     | | |               |
|                     | الواجهة البحرية | تقع في شمال مدينة الدمام، وتعتبر من الأماكن السياحية لأهالي وزوار المنطقة. | [ 7 ]         |
|                     | دوار الأشرعة | مُجسم تم وضعه في واجهة الدمام البحرية. | [ 35 ]        |
|                     | شاطئ نصف القمر | هو شاطئ يقع بالقرب من محافظة الخبر، ويعتبر من أشهر معالمها السياحية. | [ 13 ]        |
|                     | قلعة تاروت | هي قلعة أثرية، تقع شرق محافظة القطيف، بُنيت منذ عهد الدولة العيونية. | [ 36 ]        |
|                     | جسر الملك فهد بالخبر | يربط بين المملكة العربية السعودية والبحرين، تم إنشاؤه في عهد الملك فيصل بن عبدالعزيز آل سعود.                                                                                                 | [ 37 ]        |
|                     | ميناء الملك عبدالعزيز | ميناء السعودية الرئيسي على الخليج العربي، تم افتتاحه في عام 1949. | [ 27 ]        |
| الأحساء             | | |               |
|                     | واحة الأحساء | أو غابات النخيل، تعتبر أكبر واحات النخيل في العالم، ومسجلة لدى اليونسكو ضمن قائمة التراث العالمي الإنساني.                                                                                    | [ 38 ]        |
|                     | جبل القارة وكهوفه "الهفوف"                                                                                                  | يوجد في قرية القارة وقد اشتهر بأن يوجد فيه 12 مغارة، تحتفظ داخلها بالبرودة أيام الصيف، حتى أثناء ارتفاع درجات الحرارة في الخارج.                                                              | [ 39 ]        |
|                     | قصر إبراهيم التاريخي | قصر أثري كان مقر رئيسي للدولة العثمانية، حتى ضمْ الملك عبدالعزيز آل سعود الأحساء للدولة السعودية عام 1913، يحوي مسجدًا بقبة وسجنًا وحمامات تركية.                                                | [ 40 ]        |
|                     | سوق القيصرية | أحد الأسواق التراثية في حي الكوت في الأحساء، تم بناءه 1823، ويشبه طراز الأسواق العثمانية. | [ 41 ] [ 42 ] |
| القصيم              | | |               |
|                     | برج المياه | تم افتتاحه في مدينة بريدة عام 1986، تبلغ سعته 8000 م3، ويرتفع عن سطح الأرض بمسافة 66 متراً. | [ 43 ]        |
|                     | بلدة المذنب التراثية | هي قرية تراثية تمتاز بالمنازل الطينية، وأشهرها "قصر باهلة" و "بيت الغيلان". ويوجد بها سوق المجلس التراثي.                                                                                     | [ 44 ] [ 25 ] |
|                     | برج الشنانة التراثي | يقع في قرية الشنانة، تم بناءه في أوائل القرن 12، ليكون مركز للإستطلاع والمراقبة، يبلغ ارتفاعه 27 مترًا.                                                                                        | [ 45 ]        |
|                     | بيت البسام التراثي | قصر طيني يُعد واجهة عنيزة السياحية، بني في عام 1955، وتبلغ مساحته 3500 متر2 | [ 44 ]        |
|                     | سوق المسوكف | أحد أشهر أسواق نجد قديمًا، تمت إزالته في عام 1974، وأنشئ بالقرب من موقعه سوق جديد بنفس الاسم وبنفس طراز السوق القديم عام 2006.                                                                 | [ 46 ]        |
|                     | مهرجان التمور في بريدة | ينطلق المهرجان سنويًا مع موسم حصاد التمور في المنطقة، وذلك غالبًا من منتصف أغسطس ويستمر لأكثر من شهر، وهو مهرجان قديم يصل لأكثر من 60 عام.                                                      | [ 12 ]        |
| ينبع                | | |               |
|                     | سوق الليل بالحي التاريخي | سوق تراثي، مختص ببيع بعض الأداوت التي يحتاجها صيادو السمك، وبيع المنتجات البحرية، والمواد الغذائية المشهورة في المنطقة، وجميعها منتجات للأسر المنتجة.                                         | [ 47 ] [ 2 ]  |
|                     | مرسى الصيادين وسوق السمك | منطقة وسط ينبع، تقع على شاطئ البحر حيث يقوم فيها الصيادون بإقامة مزاد للأسماك التي جلبوها من البحر.                                                                                           | [ 48 ]        |
|                     | جزيرة المحار | تقع غرب كورنيش البحر في مدينة ينبع، وتشتهر بشاطئ الغروب والشروق وأنها من المعالم السياحية البارزة في المنطقة.                                                                                 | [ 49 ]        |
| العلا               | | |               |
|                     | مدائن صالح | أو "مدينة الحجر"، هي موقع أثري، وقد كانت مساكن لثمود قوم نبي الله صالح، مسجلة في قائمة التراث العالمي.                                                                                        | [ 50 ]        |
|                     | جبل عكمة | يعد من أكبر المكتبات المفتوحة في المملكة، حيث يحتوي على كتابات ونقوش أثرية. ويعود عمر الجبل إلى الحضارة اللحيانية.                                                                            | [ 51 ]        |
|                     | قلعة موسى بن نصير التاريخية                                                                                                 | يعود تاريخ القلعة إلى القرن السادس قبل الميلاد، وهي من أقدم مباني العُلا القديمة. سميت بإسم موسى بن نصير لأنه أقام فيها.                                                                       | [ 52 ]        |
|                     | مسجد العظام | أحد المساجد التاريخية في السعودية، سمي بذلك لأن الرسول محمد حين صلى في موقعه قبل بناءه حدد اتجاه القبلة بإستخدام العظام.                                                                      | [ 37 ]        |
|                     | الطنطورة "الساعة الشمسية"                                                                                                   | هي ساعة تراثية، وضعت بهدف تنظيم السقاية بين المزارعين في قرية سوق الدرب، وأيضًا لتحديد فصول السنة.                                                                                             |               |
|                     | حرة عويرض | عبارة عن هضبة بركانية، ترتفع عن مستوى سطح البحر بـ 900 قدم، وتمتاز بخصوبة التربة وبرودة الهواء.                                                                                               | [ 21 ] [ 47 ] |
| الباحة              | | |               |
|                     | قرية ذي عين | قرية بمنازل وقصور تراثية متراصة، تقع في مرتفع جبلي، وتشير إلى حضارة سابقة قد قامت في المنطقة.                                                                                                 | [ 53 ]        |
|                     | غابة رغدان | تقع في شمال مدينة الباحة، وتمتاز بجوها المعتدل صيفًا وهطول الأمطار عليها شتاءًا. | [ 54 ]        |
|                     | منتزه الجنابين | هو سد وادي الجنابين تم تحويله إلى منطقة سياحية ومنتزه للزوار ووضع حديقة ومنطقة للمشي، تطل على بحيرة السد.                                                                                     | [ 55 ]        |
|                     | قصر بن رقوش | هو قصر تاريخي، تعود سنة بناءه إلى 1833، حظي بمكانة تاريخية بسبب أن الملك سعود بن عبدالعزيز آل سعود قام بزيارته عام 1955.                                                                      | [ 30 ]        |
| عرعر                | | |               |
|                     | جامع ابن مساعد | هو جامع عبدالله بن عبدالعزيز بن مساعد آل سعود، أقيم على نفقته حين كان أميرًا لمنطقة الحدود الشمالية، يتسع لـ 10,000 مصلِ، وافتتح في عام 1999.                                                   | [ 6 ]         |
|                     | خط أنابيب التابلاين | خط أنابيب حديدية، لنقل النفط من السعودية إلى أوروبا والولايات المتحدة، يمتد من ساحل الخليج العربي إلى ساحل البحر الأبيض المتوسط، يبلغ طوله 1664 كيلو متر. وقد تم الإنتهاء من إنشائه عام 1950. | [ 7 ]         |
|                     | قصر الملك عبد العزيز في قرية لينة بالحدود الشمالية                                                                          | قصر تاريخي يقع في محافظة رفحاء، أنشئ عام 1936، بعد توحيد المملكة ليكون مقرًا للأمارة. وتبلغ مساحته 4000 م2.                                                                                    | [ 3 ]         |
| الجوف               | | |               |
|                     | برج المياه | يقع بمدينة سكاكا، ويبلغ ارتفاعه 72 متر، تم تصميمه بطريقة تراثية تحاكي ثقافة المنطقة. | [ 7 ]         |
|                     | مزارع الزيتون | دخلت الجوف موسوعة غينيس كأكبر مزرعة زيتون حديثة في العالم، حيث يبلغ عدد أشجار الزيتون بالطريقة المكثفة 1600 شجرة.                                                                             | [ 56 ] [ 57 ] |
| دومة الجندل         | | |               |
|                     | البحيرة | نشأت البحيرة من فائض مياه الري، وتعد الوحيدة من نوعها في الجزيرة العربية، تقدر مساحتها 1,100,000 متر مربع.                                                                                    | [ 6 ]         |
| حائل                | | |               |
|                     | مجسم الدلال والمبخرة | هو مجسم صُنع تعبيرًا عن ثقافة المنطقة ومااشتهرت به، حيث تعتبر حائل الدلة والمبخرة أحد أهم رموزها، وقد ارتبطت بأهلها منذ القدم.                                                                  | [ 58 ]        |
| تبوك                | | |               |
|                     | جبل اللوز | يعد أعلى قمة جبلية في السعودية حيث يبلغ ارتفاعه 2549 متر، سمي بذلك نظرًا لكثرة أشجار اللوز التي تنتشر فيه. ويوجد فيه نقوش صخرية ورسوم تعود إلى 10,000 عام.                                     | [ 59 ] [ 34 ] |
| نجران               | | |               |
|                     | قصر الأمارة | بني في عهد الملك عبدالعزيز آل سعود عام 1944، وكان مقر لإمارة نجران، يوجد في حي "أبا السعود" وسط نجران القديمة.                                                                                | [ 60 ]        |
| جازان               | | |               |
|                     | جبال فيفا | مجموعة جبال متراصة بجانب بعضها، تقع في شرق جازان، وتعتبر كتلة خضراء حيث تتوزع فيها الأعشاب والورود والشجيرات المختلفة.                                                                        | [ 61 ]        |
|                     | المباني على الجبال | مباني أثرية ذات أبراج عالية، مبنية من الحجارة والطين والخشب، وتسمى بعدة مسميات لدى أهل المنطقة مثل: المفتول - الدارة - العلي.                                                                 | [ 62 ]        |
|                     | فرسان | هي مجموعة جزر تقع جنوب البحر الأحمر، تمتاز بأنها تجمع بين الحياة البرية والبحرية والنباتية، وتحوي عدد من الآثار أبرزها القلعة العثمانية، قرية القصار وغابة أشجار القندل.                      | [ 63 ]        |
| عسير                | | |               |
|                     | المباني التراثية | تعرف منطقة عسير بتنوع مبانيها التراثية وذلك في عدة مدن وقرى توجد فيها، ويبدو هذا التراث ظاهرًا في بعض أحياء مدينة أبها، وقرية رجال ألمع، وقرية العسابلة في النماص.                             | [ 64 ]        |
|                     | الجبل الأخضر "جبل ذرة" | هو جبل مخروطي يقع في وسط مدينة أبها، تم زراعته بمدرجات خضراء لذا سُمي بالجبل الأخضر، كان سابقًا قلعة عسكرية وتم تحويله إلى منطقة سياحية.                                                        | [ 65 ]        |